# グルメ観光

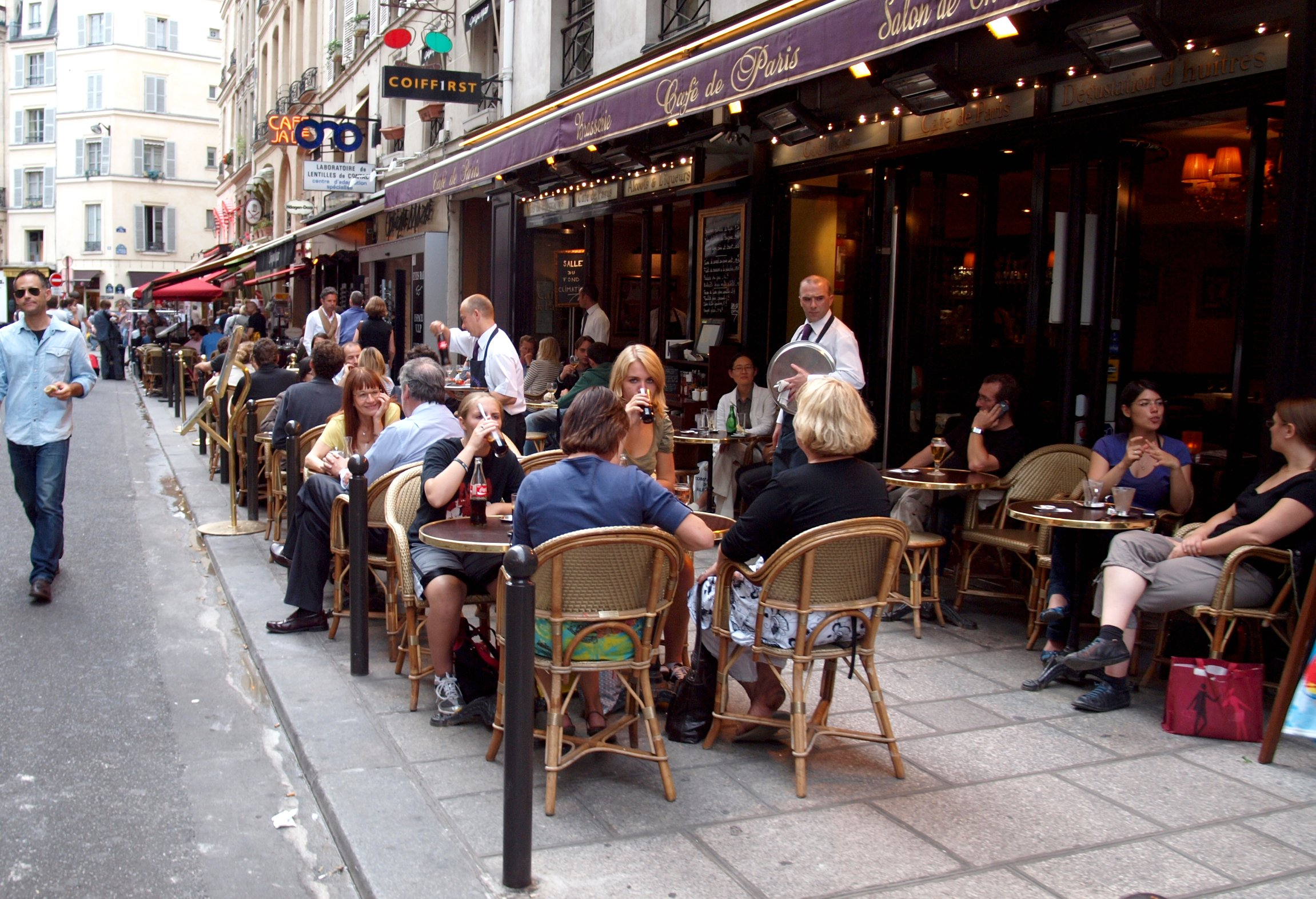
フランスは、海外からの観光客だけでなくフランス国民も地元の食べ物やワインを味わうために国内のさまざまな地域を旅する、美食観光と深い関わりのある国である。

グルメ観光（グルメかんこう、英語: Culinary tourism）もしくはフードツーリズム（英語: food tourism）、あるいは美食観光（びしょくかんこう、英語: gastronomy tourism）は、観光の目的として食べ物、食事、美味を主眼に据えることであり、観光体験の重要な要素と位置づけられている。外食は観光客の間で一般的であり、「食べ物は、観光客にとって気候、宿泊施設、景色と並んで重要であると考えられている。」 
2001年に世界食品旅行協会の会長エリック・ウルフがこのテーマに関する白書を執筆して以来、料理観光は注目を集めるようになってきた。

## 概要

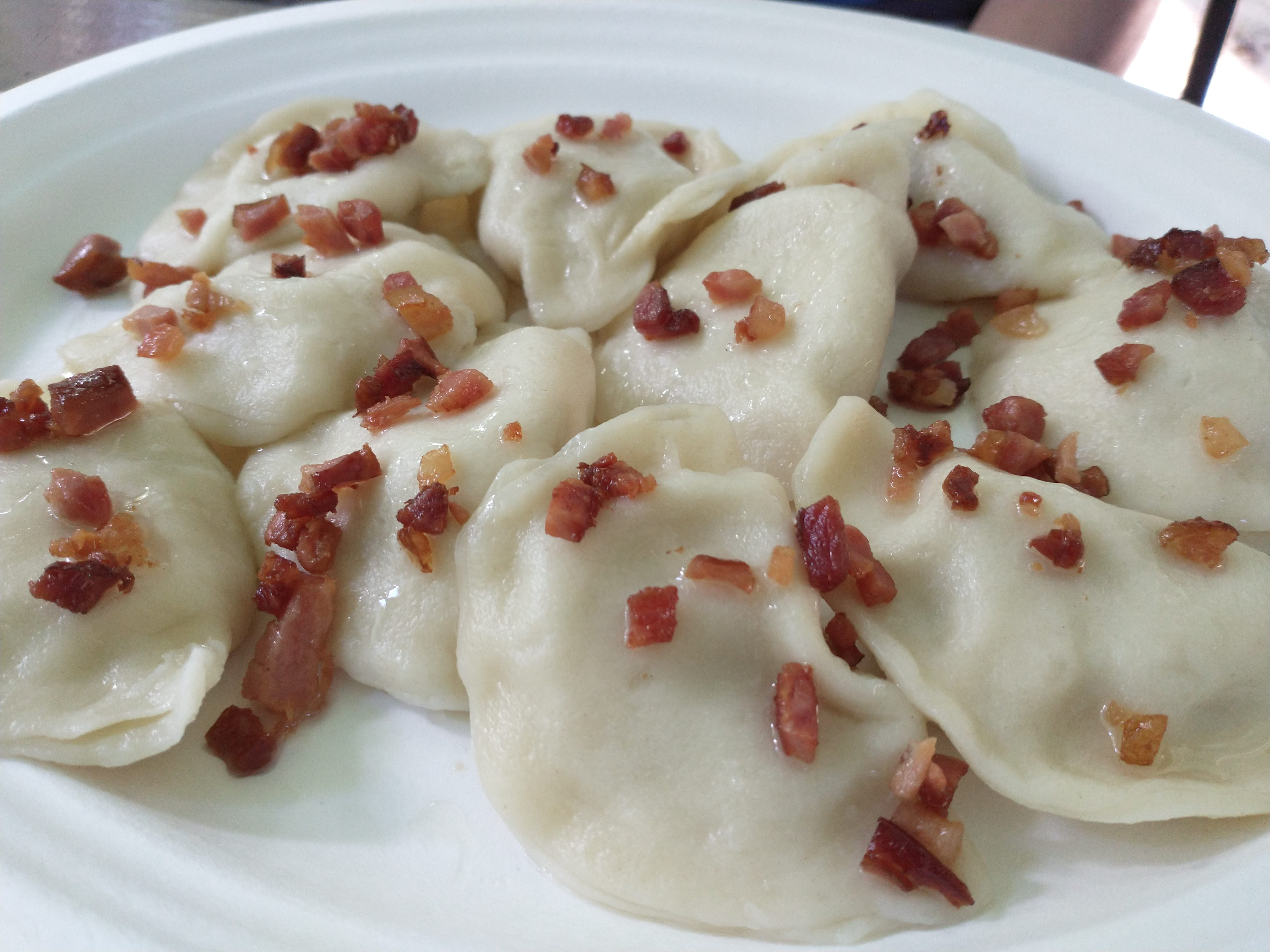
ポーランド、ラドムの田舎博物館(Muzeum Wsi Radomskiej w Radomiu) のピエロギ

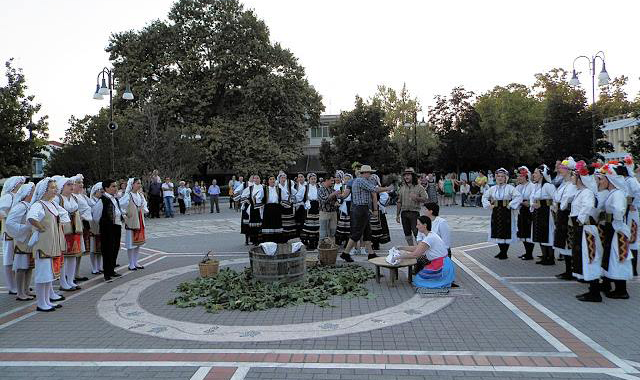
ギリシャのアンペロナスのワイン祭り

グルメ観光またはフードツーリズムは、旅行先が近場でも遠方でも、ユニークで思い出に残る飲食体験を追求することに尽きる。グルメ観光またはフードツーリズムは、旅行先が近場でも遠方でも、ユニークで思い出に残る飲食体験を追求することに尽きる。グルメ観光は文化観光のサブセット（料理は文化の現れ）と見なされるのに対し、アグリツーリズムは農村観光のサブセットと見なされるという点で、グルメ観光はアグリツーリズムとは異なっている。しかし、料理の種は農業の中に見出されることから、料理観光とアグリツーリズムは密接な結びつきを持っている。料理およびフードツーリズムは、グルメ料理に限定されるものではない。フードツーリズムは体験型旅行のサブカテゴリと考えることもできる。
多くの都市、地域、国が食で知られているが、グルメ観光は食文化に限定されるものではない。観光客は1日に3回ほど食事をするため、食べ物は観光の基本的な経済的推進力の1つとなっている。アイルランド、ペルー、カナダなどの国はグルメツーリズムの開発に多額の投資を行っており、グルメツーリズムのプロモーションと製品開発の結果として、訪問者の支出と宿泊数の増加という効果が実証されている。
フードツーリズムには、料理教室の受講、食べ物や飲み物のツアーへの参加、食べ物や飲み物のフェスティバルへの参加、特別な食事体験への参加、専門の小売店での買い物、農場、市場、生産者への訪問などのアクティビティが含まれる。

## 経済への影響
世界食品旅行協会は、旅行先の経済状況にもよるが、飲食費が観光支出全体の15～35％を占めると推定している。WFTAは、食品観光のメリットとして、観光客の増加、売上の増加、メディアの注目度の向上、税収の増加、地域コミュニティの誇りの向上などを挙げている。

## 料理教室
フードツーリズムの成長分野は料理教室である。その形式は、数時間の短いレッスンから、丸一日、数日間のコースまでさまざまなものがある。外国人観光客の焦点は通常、訪問先の国の料理にあるが、地元の観光客は新しい料理を体験することに熱心である。多くの料理教室では、文化体験を充実させるために市場ツアー(例えば、築地市場)も組み込まれている。一部の料理教室は地元の人々の家で開催され、外国人観光客は訪問先の国の人々の日常生活や料理がどのようなものか垣間見ることができる。地元のホストと外国人ゲストの両方が異文化体験の恩恵を受けることができる。

## フードツアー

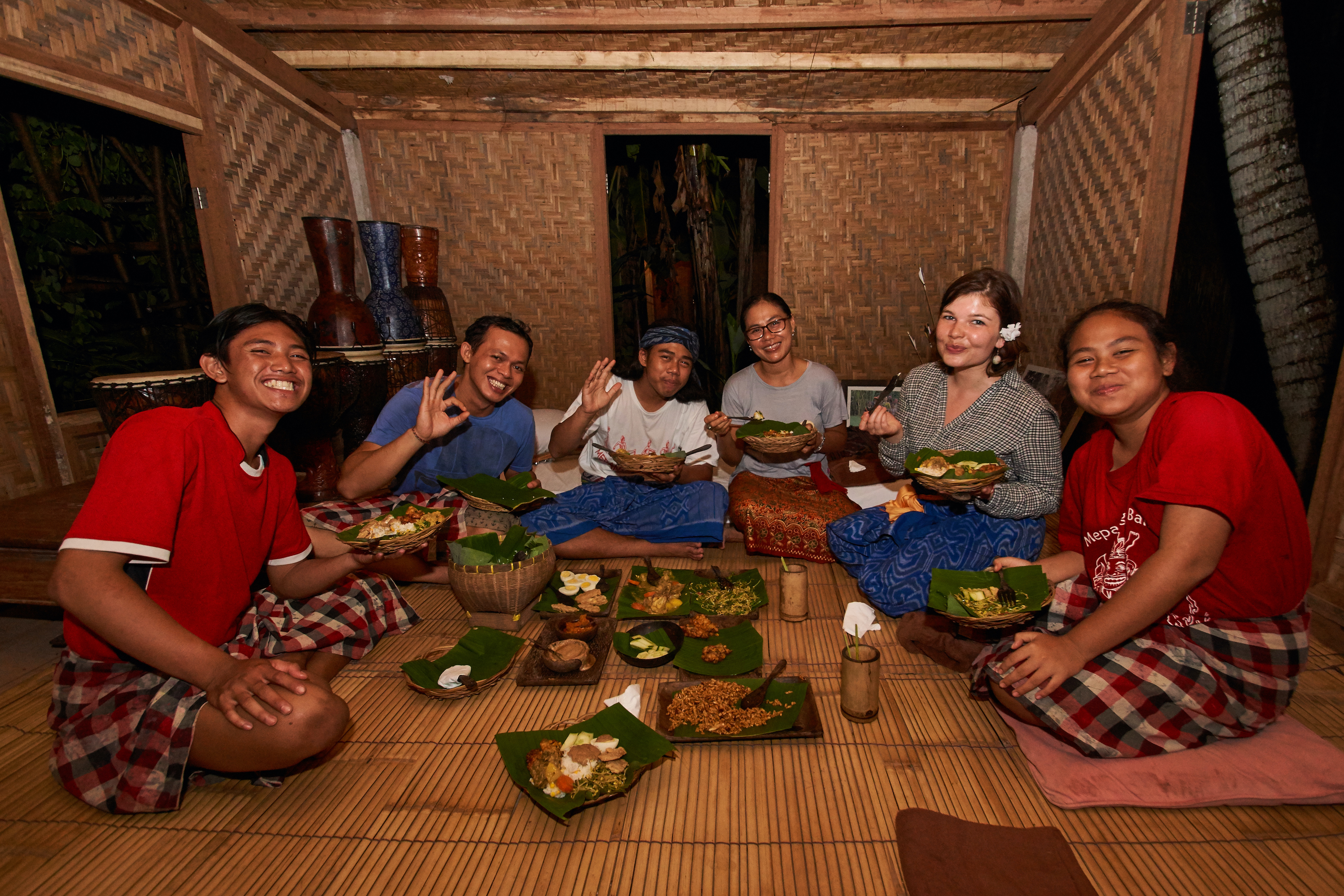
インドネシアのバリ島での家庭料理の夕食（2016年）。グルメツアーの一環としてセットされたもの。

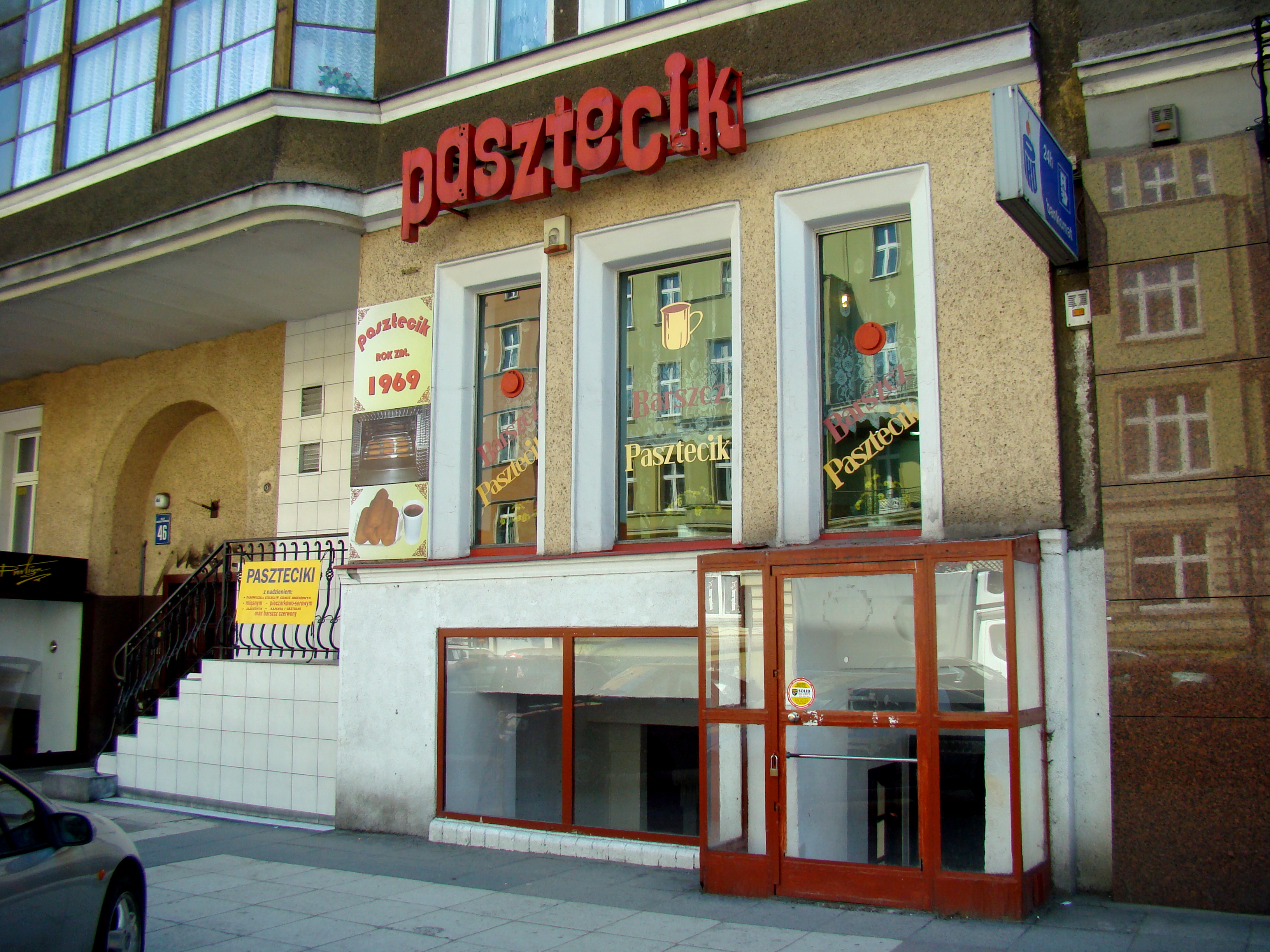
ポーランドのシュチェチン中心部にある、パステチク・シュチェチンスキという生地を提供する最古のバー。パステチク・シュチェチンスキは、西ポメラニア地方の伝統料理の1つである。

フードツアーは場所や運営会社によって異なるが、ロンドン、パリ、ローマ、フィレンツェ、トロント、クアラルンプール、バルセロナなどの大都市でよく行われている。
2017年6月10日には、世界中のフードツーリズムを祝う第1回ナショナルフードツアーデーが催された。世界フードトラベル協会は、世界の料理文化を体験するために私たちがどのように、そしてなぜ旅行するのかにスポットライトを当てるために、2018年4月18日に世界フードトラベルデーを導入した。これは、消費者と業界の両方に意識を高め、協会の使命であるホスピタリティと観光を通じて料理文化を保存および促進することを支援するように考え出されたものである。この日は毎年4月18日に世界中で祝われている。